# Llista de monuments d'Alcúdia
Llista de monuments d'Alcúdia catalogats pel consell insular de Mallorca com a Béns d'Interès Cultural en la categoria de monuments pel seu interès històric, artístic, arquitectònic, arqueològic, històric-industrial, etnològic, social, científic o tècnic.
| Monument                                                           | Tipus                | Localització | Coordenades                                                | Codi?         | Imatge |
| ------------------------------------------------------------------ | -------------------- | ------------ | ---------------------------------------------------------- | ------------- | --- |
| Creu del portal de Mallorca                                        | Creus de terme       | Alcúdia      | 39° 51′ 06″ N, 3° 06′ 56″ E / 39.851703°N,3.115510°E       | RI-51-0010234 | Creu del portal de Mallorca (Alcúdia) · Vegeu més fotos d'aquest monument · Carregueu una nova foto d'aquest monument             |
| Creu de la Porta de Xara                                           | Creus de terme       | Alcúdia      | 39° 51′ 09″ N, 3° 07′ 26″ E / 39.852427°N,3.123803°E       | RI-51-0010235 | Creu de la Porta de Xara (Alcúdia) · Vegeu més fotos d'aquest monument · Carregueu una nova foto d'aquest monument                |
| Creu del Cementeri                                                 | Creus de terme       | Alcúdia      | 39° 50′ 48″ N, 3° 07′ 20″ E / 39.846735°N,3.122145°E       | RI-51-0010236 | Creu del Cementeri (Alcúdia) · Vegeu més fotos d'aquest monument · Carregueu una nova foto d'aquest monument                      |
| Creu d'es Garrofer                                                 | Creus de terme       | Alcúdia      | 39° 51′ 02″ N, 3° 07′ 10″ E / 39.850513°N,3.119358°E       | RI-51-0010237 | Carregueu una nova foto d'aquest monument                                                                                         |
| Creu de sa Cova de Sant Martí                                      | Creus de terme       | Alcúdia      | 39° 49′ 24″ N, 3° 06′ 12″ E / 39.823247°N,3.103221°E       | RI-51-0010238 | Carregueu una nova foto d'aquest monument                                                                                         |
| Can Domenech. Seu de la Fundació W.J. Bryant                       | Edif. residencials   | Alcúdia      | 39° 51′ 06″ N, 3° 07′ 16″ E / 39.851781°N,3.121114°E       | RI-51-0010539 | Carregueu una nova foto d'aquest monument                                                                                         |
| Manresa                                                            | Arq. defensiva       | Alcúdia      | 39° 52′ 03″ N, 3° 08′ 00″ E / 39.867521°N,3.133284°E       | RI-51-0008325 | Carregueu una nova foto d'aquest monument                                                                                         |
| La Victòria                                                        | Arq. defensiva       | Alcúdia      | 39° 52′ 25″ N, 3° 10′ 17″ E / 39.873494°N,3.171443°E       | RI-51-0008326 | Carregueu una nova foto d'aquest monument                                                                                         |
| Torre Major                                                        | Arq. defensiva       | Alcúdia      | 39° 50′ 08″ N, 3° 08′ 49″ E / 39.835558°N,3.146899°E       | RI-51-0008327 | Torre Major (Alcúdia) · Vegeu més fotos d'aquest monument · Carregueu una nova foto d'aquest monument                             |
| Talaia de la Victòria                                              | Arq. defensiva       | Alcúdia      | 39° 51′ 55″ N, 3° 10′ 25″ E / 39.865328°N,3.173586°E       | RI-51-0008328 | Talaia de la Victòria (Alcúdia) · Vegeu més fotos d'aquest monument · Carregueu una nova foto d'aquest monument                   |
| Son Rotger                                                         | Arq. defensiva       | Alcúdia      | 39° 50′ 18″ N, 3° 03′ 29″ E / 39.838423°N,3.057991°E       | RI-51-0008329 | Carregueu una nova foto d'aquest monument                                                                                         |
| Murada d'Alcúdia                                                   | Arq. defensiva       | Alcúdia      | 39° 51′ 12″ N, 3° 07′ 17″ E / 39.853388°N,3.121262°E       | RI-53-0000037 | Murada d'Alcúdia · Vegeu més fotos d'aquest monument · Carregueu una nova foto d'aquest monument                                  |
| Teatre romà de Pol·lèntia                                          | Edif. espectacles    | Alcúdia      | 39° 50′ 48″ N, 3° 07′ 35″ E / 39.846703°N,3.126306°E       | RI-51-0001439 | Teatre romà de Pol·lèntia (Alcúdia) · Vegeu més fotos d'aquest monument · Carregueu una nova foto d'aquest monument               |
| Conjunt històric d'Alcúdia                                         | Conjunt històric     | Alcúdia      | 39° 51′ 12″ N, 3° 07′ 18″ E / 39.853253°N,3.121636°E       | RI-53-0000175 | Conjunt històric d'Alcúdia · Vegeu més fotos d'aquest monument · Carregueu una nova foto d'aquest monument                        |
| Restes prehistòriques d'Algerras / Pleta des Gegant / Els Pujadors | Monument arqueològic | Alcúdia      | 39° 51′ 19″ N, 3° 09′ 17″ E / 39.855160°N,3.154630°E       | RI-51-0001692 | Carregueu una nova foto d'aquest monument                                                                                         |
| Conjunt prehistòric de Biniatria / Es Pinar                        | Monument arqueològic | Alcúdia      | 39° 48′ 57″ N, 3° 04′ 36″ E / 39.815863°N,3.076611°E       | RI-51-0001693 | Carregueu una nova foto d'aquest monument                                                                                         |
| Restes prehistòriques de Biniatria / Es Puig                       | Monument arqueològic | Alcúdia      | 39° 48′ 55″ N, 3° 04′ 28″ E / 39.815144°N,3.074519°E       | RI-51-0001694 | Carregueu una nova foto d'aquest monument                                                                                         |
| Necròpoli de Ca l'amo en Miquel / Es Cuitor                        | Monument arqueològic | Alcúdia      | 39° 49′ 26″ N, 3° 06′ 08″ E / 39.823863°N,3.102093°E       | RI-51-0001695 | Carregueu una nova foto d'aquest monument                                                                                         |
| Construccions romanes des Camp d'en França                         | Monument arqueològic | Alcúdia      | 39° 50′ 59″ N, 3° 07′ 22″ E / 39.849801°N,3.122822°E       | RI-51-0001696 | Carregueu una nova foto d'aquest monument                                                                                         |
| Necròpolis de Can Tous                                             | Monument arqueològic | Alcúdia      |                                                            | RI-51-0001697 | Carregueu una nova foto d'aquest monument                                                                                         |
| Necròpolis de Can Troca                                            | Monument arqueològic | Alcúdia      |                                                            | RI-51-0001698 | Carregueu una nova foto d'aquest monument                                                                                         |
| Talaiot de Ca na Bassera                                           | Monument arqueològic | Alcúdia      | 39° 48′ 34″ N, 3° 03′ 52″ E / 39.809564°N,3.064337°E       | RI-51-0001699 | Carregueu una nova foto d'aquest monument                                                                                         |
| Necròpoli de Can Fanals                                            | Monument arqueològic | Alcúdia      | 39° 50′ 50″ N, 3° 07′ 30″ E / 39.847086°N,3.125038°E       | RI-51-0001700 | Carregueu una nova foto d'aquest monument                                                                                         |
| Talaiot de Can Ferrer / Es Puig                                    | Monument arqueològic | Alcúdia      | 39° 50′ 09″ N, 3° 03′ 17″ E / 39.835878°N,3.054778°E       | RI-51-0001701 | Carregueu una nova foto d'aquest monument                                                                                         |
| Talaiot de Can Peroia / Ca Na Mariscala                            | Monument arqueològic | Alcúdia      | 39° 51′ 16″ N, 3° 04′ 16″ E / 39.854439°N,3.071171°E       | RI-51-0001702 | Carregueu una nova foto d'aquest monument                                                                                         |
| Talaiot de Can Seguer Vell                                         | Monument arqueològic | Alcúdia      | 39° 50′ 03″ N, 3° 03′ 26″ E / 39.834264°N,3.057348°E       | RI-51-0001703 | Carregueu una nova foto d'aquest monument                                                                                         |
| Cova de sa Coma                                                    | Monument arqueològic | Alcúdia      |                                                            | RI-51-0001704 | Carregueu una nova foto d'aquest monument                                                                                         |
| Cova de sa Cova                                                    | Monument arqueològic | Alcúdia      | 39° 51′ 43″ N, 3° 07′ 45″ E / 39.862019°N,3.129270°E       | RI-51-0001705 | Carregueu una nova foto d'aquest monument                                                                                         |
| Talaiot de sa Figuera Rotja                                        | Monument arqueològic | Alcúdia      | 39° 50′ 44″ N, 3° 04′ 42″ E / 39.845596°N,3.078409°E       | RI-51-0001706 | Carregueu una nova foto d'aquest monument                                                                                         |
| Resta prehistòrica de s'Hort de Ca na Monja                        | Monument arqueològic | Alcúdia      | 39° 50′ 46″ N, 3° 06′ 39″ E / 39.846200°N,3.110893°E       | RI-51-0001707 | Carregueu una nova foto d'aquest monument                                                                                         |
| Talaiot de s'Hort d'en Fanals                                      | Monument arqueològic | Alcúdia      | 39° 50′ 47″ N, 3° 06′ 39″ E / 39.846270°N,3.110889°E       | RI-51-0001708 | Carregueu una nova foto d'aquest monument                                                                                         |
| Cova de s'Hort des Moro                                            | Monument arqueològic | Alcúdia      |                                                            | RI-51-0001709 | Carregueu una nova foto d'aquest monument                                                                                         |
| Illa Alcanada                                                      | Jaciment submarí     | Alcúdia      | 39° 50′ 07″ N, 3° 10′ 15″ E / 39.835386°N,3.170709°E       | RI-51-0001710 | Carregueu una nova foto d'aquest monument                                                                                         |
| Cova de Manresa                                                    | Monument arqueològic | Alcúdia      |                                                            | RI-51-0001711 | Carregueu una nova foto d'aquest monument                                                                                         |
| Cova de molí des Barcarès                                          | Monument arqueològic | Alcúdia      |                                                            | RI-51-0001712 | Carregueu una nova foto d'aquest monument                                                                                         |
| Cova de Murades d'Alcudia                                          | Monument arqueològic | Alcúdia      | 39° 51′ 05″ N, 3° 07′ 19″ E / 39.851424°N,3.121890°E       | RI-51-0001713 | Carregueu una nova foto d'aquest monument                                                                                         |
| Conjunt prehistòric d'Oriolet                                      | Monument arqueològic | Alcúdia      | 39° 48′ 32″ N, 3° 04′ 30″ E / 39.809017°N,3.075084°E       | RI-51-0001714 | Carregueu una nova foto d'aquest monument                                                                                         |
| Cova de sa Quintana                                                | Monument arqueològic | Alcúdia      | 39° 50′ 05″ N, 3° 05′ 44″ E / 39.834606238°N,3.095595191°E | RI-51-0001715 | Carregueu una nova foto d'aquest monument                                                                                         |
| Necròpolis de Santa Anna                                           | Monument arqueològic | Alcúdia      |                                                            | RI-51-0001716 | Carregueu una nova foto d'aquest monument                                                                                         |
| Construcció romana de sa Solada                                    | Monument arqueològic | Alcúdia      | 39° 50′ 50″ N, 3° 07′ 36″ E / 39.847175°N,3.126675°E       | RI-51-0001718 | Carregueu una nova foto d'aquest monument                                                                                         |
| Resta prehistòrica de Son Fe / Es Castellot                        | Monument arqueològic | Alcúdia      | 39° 49′ 29″ N, 3° 04′ 22″ E / 39.824587°N,3.072760°E       | RI-51-0001719 | Carregueu una nova foto d'aquest monument                                                                                         |
| Talaiot de Son Simó / Darrera ses Cases                            | Monument arqueològic | Alcúdia      | 39° 49′ 12″ N, 3° 03′ 10″ E / 39.820112°N,3.052662°E       | RI-51-0001720 | Talaiot de Son Simó / Darrera ses Cases (Alcúdia) · Vegeu més fotos d'aquest monument · Carregueu una nova foto d'aquest monument |
| Conjunt prehistòric de Son Simó / Es Bosquet                       | Monument arqueològic | Alcúdia      | 39° 49′ 09″ N, 3° 03′ 14″ E / 39.819281°N,3.053826°E       | RI-51-0001721 | Carregueu una nova foto d'aquest monument                                                                                         |
| Habitació prehistòrica de Son Simó / Puig d'Avall                  | Monument arqueològic | Alcúdia      | 39° 48′ 26″ N, 3° 03′ 41″ E / 39.807114°N,3.061410°E       | RI-51-0001722 | Carregueu una nova foto d'aquest monument                                                                                         |
| Colina fortificada de Son Simó / Morro des Penyal                  | Monument arqueològic | Alcúdia      | 39° 48′ 53″ N, 3° 03′ 41″ E / 39.814772°N,3.061417°E       | RI-51-0001723 | Carregueu una nova foto d'aquest monument                                                                                         |
| Habitació prehistòrica de Son Siurana de Baix                      | Monument arqueològic | Alcúdia      |                                                            | RI-51-0001724 | Carregueu una nova foto d'aquest monument                                                                                         |
| Resta prehistòrica de Son Siurana de Baix / Coma n'Angí            | Monument arqueològic | Alcúdia      | 39° 48′ 27″ N, 3° 03′ 26″ E / 39.807566°N,3.057322°E       | RI-51-0001725 | Carregueu una nova foto d'aquest monument                                                                                         |
| Talaiot de Son Siurana de Dalt / Es Fort des Templers              | Monument arqueològic | Alcúdia      | 39° 48′ 39″ N, 3° 02′ 51″ E / 39.810724°N,3.047394°E       | RI-51-0001726 | Carregueu una nova foto d'aquest monument                                                                                         |
| Necròpolis de Son Siurana de Dalt / Es Fossaret                    | Monument arqueològic | Alcúdia      | 39° 48′ 54″ N, 3° 03′ 06″ E / 39.8149°N,3.0517°E           | RI-51-0001727 | Carregueu una nova foto d'aquest monument                                                                                         |
| Resta prehistòrica de sa Talaia                                    | Monument arqueològic | Alcúdia      | 39° 48′ 43″ N, 3° 02′ 15″ E / 39.812079°N,3.037464°E       | RI-51-0001728 | Carregueu una nova foto d'aquest monument                                                                                         |
| Talaiot de Vertaient / Es Turó                                     | Monument arqueològic | Alcúdia      | 39° 50′ 39″ N, 3° 05′ 06″ E / 39.844239°N,3.085058°E       | RI-51-0001729 | Carregueu una nova foto d'aquest monument                                                                                         |
| Cova de Sant Martí                                                 | Zona arqueològica    | Alcúdia      | 39° 49′ 27″ N, 3° 06′ 15″ E / 39.824041°N,3.104068°E       | RI-51-0001717 | Carregueu una nova foto d'aquest monument                                                                                         |